# Nederlands Loodswezen BV

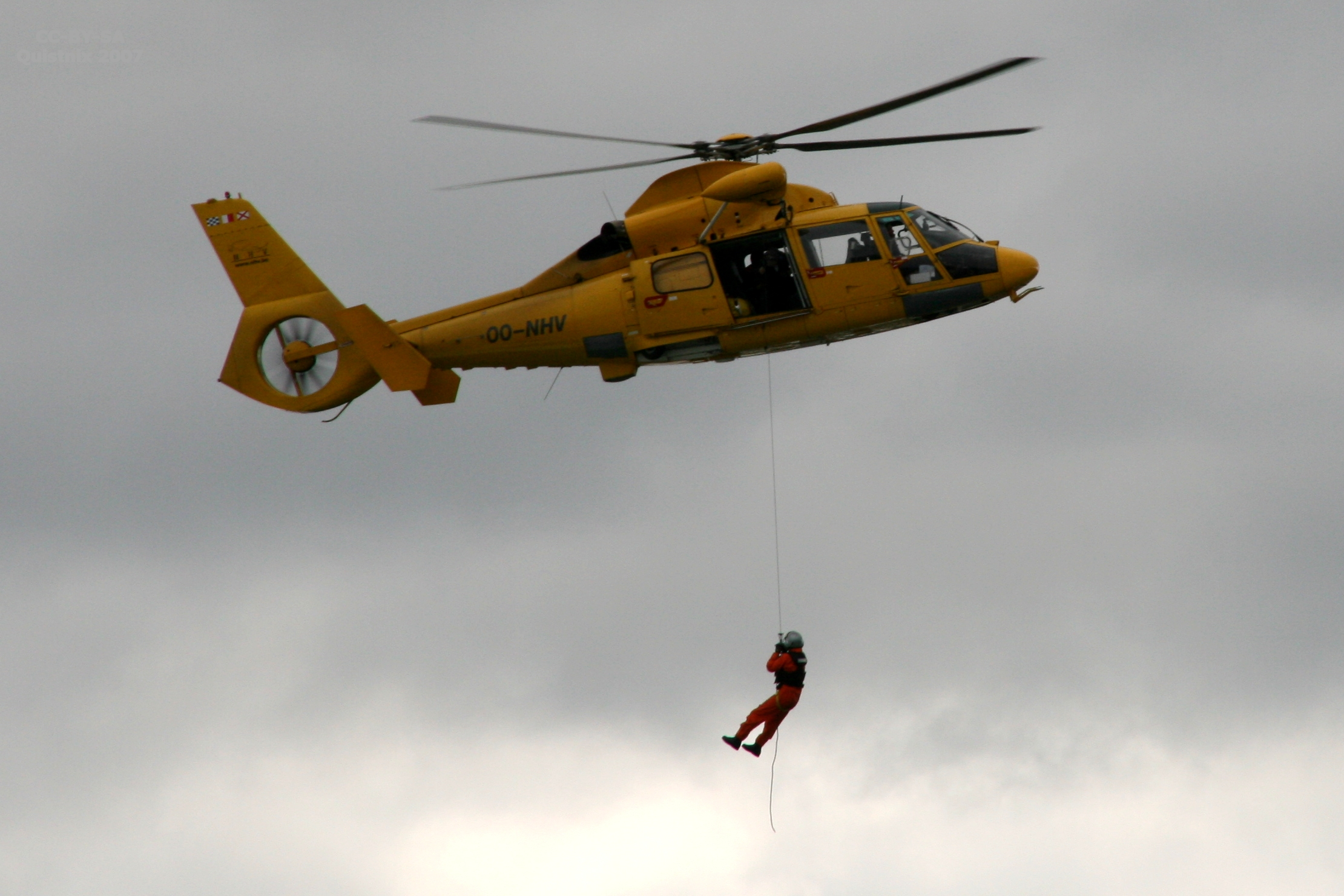
Loods onder een helikopter

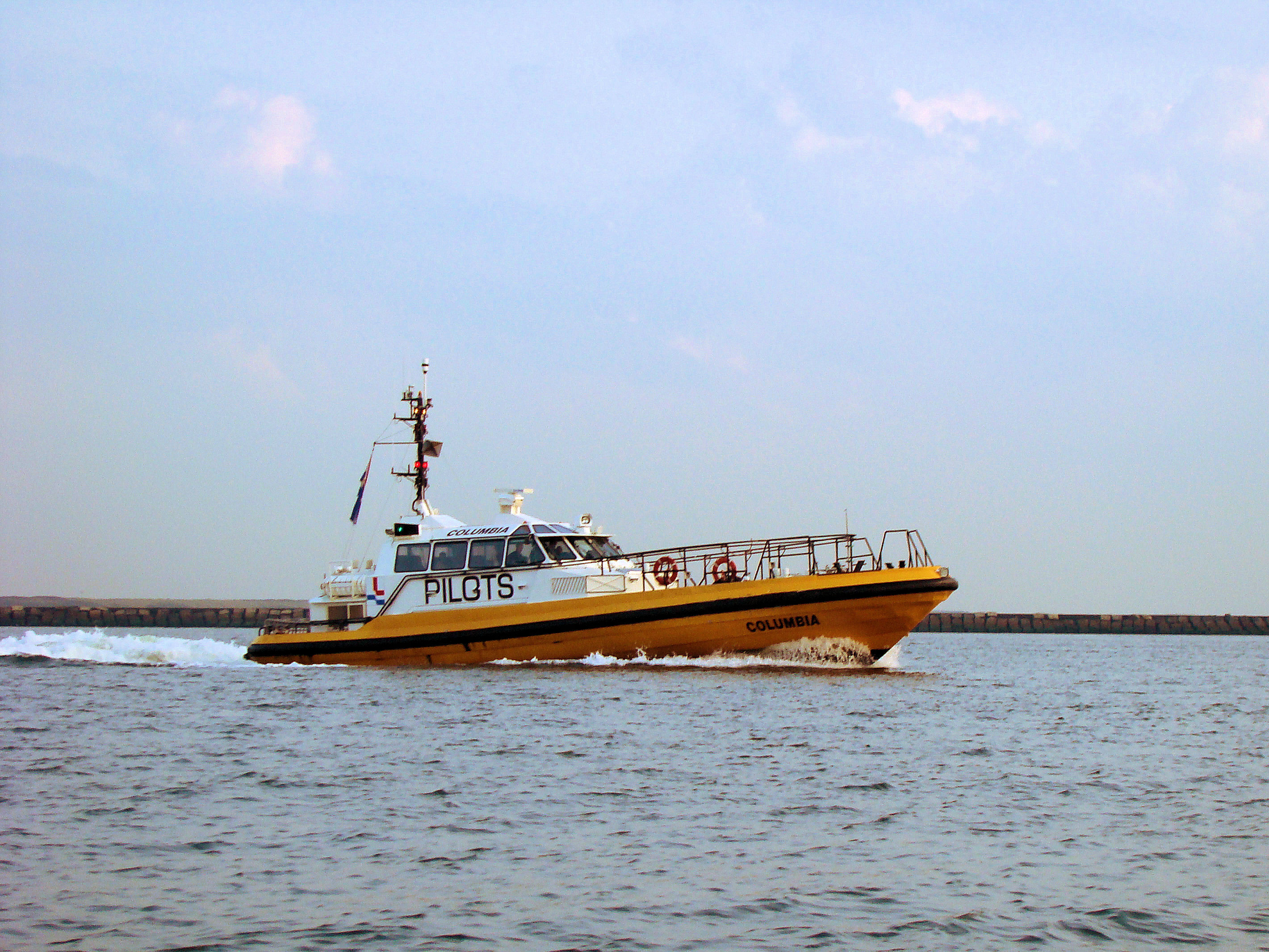
Loodsboot Columbia verlaat de haven van IJmuiden

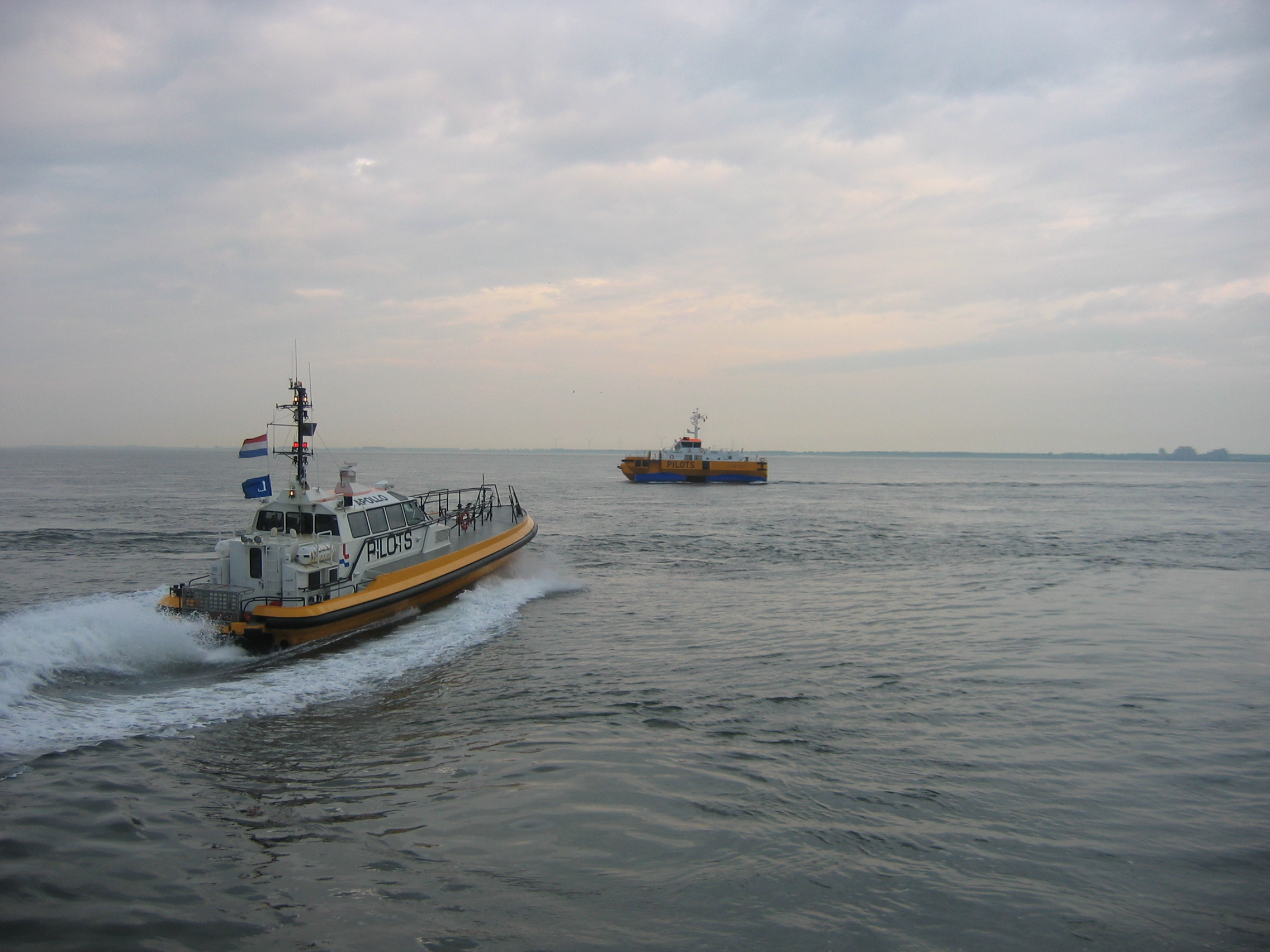
Loodsboten bij Vlissingen

Het Nederlands Loodswezen BV is een facilitaire organisatie die de aangesloten registerloodsen de middelen verschaft om hun werk uit te oefenen. Zo int het Loodswezen de loodsgelden en zorgt de organisatie voor het transport van en naar zeeschepen.

## Geschiedenis
De eerste documenten over loodsen (toen leytsagers genoemd) dateren uit de 14e eeuw. De diensten werden toen geregeld door de steden. In 1563 werd het gebruik van een loods verplicht gesteld door Filips II van Spanje. In 1616 werden de eerste regels vastgesteld door de Staten van de Republiek. In 1795 werden de loodsen door de Bataafse Republiek onder het Committee tot de Zaken der Marine gesteld (later Departement van Marine).
Met de instelling van het Algemeen Reglement op de Loodsdienst in het Koninkrijk der Nederlanden in 1835 kwam er in Nederland voor het loodsen van zeeschepen een onderscheid tussen staatsloodsen en loodsen die lid waren van particuliere loodsenverenigingen. In 1852 werd een staatscommissie benoemd met de opdracht voor de loodsen een nieuwe organisatievorm te ontwerpen. De commissie adviseerde één Rijks-Loodswezen waar alle loodsen in opgaan. Na invoering van de Loodsenwet van 1859 viel het Loodswezen eerst onder het ministerie van Marine en later het ministerie van Defensie.
Binnen Defensie werd weinig aandacht besteed aan het loodswezen. In augustus 1958 werd de Vereniging 'De Nederlandse Loods' (VNL) door loodsen opgericht.  De VNL stuurde aan op een verzelfstandiging. Omstreeks 1980 kwam het Loodswezen onder Rijkswaterstaat te vallen. In augustus 1982 kwam een rapport uit van het Directoraat-Generaal Scheepvaart en Maritieme Zaken (DGSM) waarin de een privatisering van het loodswezen werd aanbevolen. Het duurde nog zo’n zes jaar, maar in 1988 werd het Loodswezen buitenambtelijk verzelfstandigd. De loodsen verenigden zich in de Nederlandse Loodsen Corporatie en werden aandeelhouder van het ondersteunende bedrijf Nederlands Loodswezen B.V.

## Activiteiten
Bij het Nederlandse loodswezen werken ongeveer 450 registerloodsen. Verder zijn er zo’n 400 medewerkers die de loodsen ondersteunen bij hun werkzaamheden. Per jaar verzorgen zij ruim 80.000 scheepsbewegingen naar Nederlandse havens en circa 10.000 bewegingen naar Vlaamse havens via de Westerschelde. Onderverdeeld naar regio in 2021: Rotterdam-Rijnmond 55.893 loodsreizen, Scheldemonden 19.869, Amsterdam-IJmond 12.810 en Noord 3467.

### Regio's
In Nederland zijn de loodsactiviteiten verdeeld over vier regio’s:
- Noord voert loodsdiensten uit op de Eems, voor de haven van Delfzijl en de Eemshaven en voor het gebied Harlingen. De loodsen worden van en naar de schepen gebracht met loodstenders vanuit de Eemshaven en Harlingen. In de Eemhaven staat het coördinatiecentrum voor deze regio.
- Amsterdam-IJmond: deze regio begint 26 mijl uit de kust in de IJ-geul, voert langs het gehele Noordzeekanaal en eindigt bij het Amsterdam-Rijnkanaal. De regio zorgt tevens voor de beloodsingen in de havens van Den Helder en het zuidwestelijke gedeelte van de Waddenzee. Jaarlijks worden meer dan 13.000 schepen geloodst in deze regio.
- Rotterdam-Rijnmond is operationeel in de havens van Rotterdam, Dordrecht, Moerdijk, Schiedam, Vlaardingen, Maassluis, Hoek van Holland en Scheveningen. Tot dit gebied behoren ook de vaargeulen in het zuidelijk deel van de provincie Zuid-Holland en een aantal vaargeulen in de provincie Zeeland. Met ongeveer 60.000 loodsverrichtingen per jaar is dit de belangrijke regio in Nederland en een van de grootste in Europa.
- Scheldemonden: hier opereren de loodsen in alle havens langs de Wester- en Oosterschelde. Voor de Vlaamse havens van Antwerpen en Gent is een speciale regeling van toepassing. De Nederlandse loodsen zijn verantwoordelijk voor 27,5% van alle scheepvaart naar Antwerpen en Gent, de Vlaamse loodsen beloodsen de overige 72,5%.

### Tarieven
Bij de verzelfstandiging van het Loodswezen in 1988 zijn de loodsdiensten door de wetgever opgedragen aan de registerloodsen. Het zijn private ondernemers, maar vanuit het 
mededingingsoogpunt worden zij beschouwd als een collectief monopolie. Op een monopolistische markt, acht de wetgever onafhankelijk toezicht noodzakelijk om een behoorlijke verhouding tussen prijs en kwaliteit te bewerkstelligen. De scheepvaart heeft een wettelijke verplichting gebruik te maken van loodsen Hierbij heeft de reder geen keuzevrijheid. Vanwege het ontbreken van alternatieven, ontbreekt bij de aanbieder van de loodsdiensten een natuurlijke externe prikkel om de tarieven laag te houden. Om misstanden te voorkomen heeft de overheid de Nederlandse Mededingingsautoriteit (NMa), die later is opgegaan in de Autoriteit Consument en Markt, aangewezen als toezichthouder. In de Loodsenwet, dient de ACM voor elk kalenderjaar de loodsgeldtarieven vast te stellen. Hierbij houdt zij rekening met de efficiëntie, de productiviteit en de kwaliteit van de diensten.
Tot eind 2013 was het tarief gebaseerd op de actuele diepgang van het schip en de af te leggen afstand in zeemijlen. Verder was er geen eenheid, iedere haven had zijn eigen tarief en er was sprake van kruisfinanciering tussen grote en kleine schepen en tussen grote en kleine havens. Vanaf begin 2014 betaalt een schip met dezelfde diepgang voor een loodsreis met dezelfde gemiddelde tijd in alle Nederlandse zeehavens hetzelfde tarief. De nieuwe structuur bestaat uit een starttarief, dit is een vast basistarief voor het aan boord brengen en van boord halen van de loods en ter dekking van de vaste kosten van het Loodswezen. Dit tarief is gebaseerd op de actuele diepgang en is gedifferentieerd op basis van het beloodsingspunt. Vervolgens start het variabele trajecttarief vanaf het moment dat de loods aan boord stapt tot aan het moment dat het schip afmeert. Tot slot geldt er voor bijzondere reizen, bijvoorbeeld bijzondere transporten, ijsgang of inzet van meer dan een loods, een toeslag.

### Automatisering
Essentieel is een goede verbinding van de laptops van loodsen op zeeschepen met het bedrijfsnetwerk van het Nederlands Loodswezen. Elke drie seconden moet er informatie van de scheepvaartsituatie in de omgeving binnenkomen, waarop de loods zijn beslissingsproces aan boord kan baseren. Het programma beveiligt tegelijk de verbinding en zet zelf de best beschikbare verbinding op, zonder tussenkomst van de gebruiker.

## Schepen
Voor het vervoer van de loodsen wordt gebruikgemaakt van de volgende vervoermiddelen:
- Loodsboot
- Jollen
- Conventionele en jetgedreven tenders
- Helikopters
- SWATHs

### Schepen overgenomen van het Rijk
De volgende schepen werden per 1 september 1988 overgenomen van het Rijk:
| Naam         | Bouwjaar | Overdrachtswaarde in guldens | Afbeelding |
| ------------ | -------- | ---------------------------- | ---------- |
| Wega         | 1968     | 3.000.000                    |            |
| Altair       | 1974     | 6.000.000                    |            |
| Spica        | 1973     | 6.000.000                    |            |
| Fomalhaut    | 1974     | 6.000.000                    |            |
| Markab       | 1978     | 9.000.000                    |            |
| Menkar       | 1977     | 9.000.000                    |            |
| Mirfak       | 1977     | 9.000.000                    |            |
| Albatros     | 1984     | 4.500.000                    |            |
| Zeekoet      | 1983     | 450.000                      |            |
| Stern        | 1976     | 200.000                      |            |
| Kokmeeuw     | 1980     | 500.000                      |            |
| Jan van Gent | 1969     | 500.000                      |            |
| Aalscholver  | 1969     | 500.000                      |            |
| Zeemeeuw     | 1970     | 500.000                      |            |
| Zeezwaluw    | 1971     | 500.000                      |            |
| Wulp         | 1978     | 1.000.000                    |            |
| Roerdomp     | 1980     | 1.000.000                    |            |
| Reiger       | 1980     | 1.000.000                    |            |
| Bruinvis     | 1965     | 675.000                      |            |
| Walvis       | 1965     | 675.000                      |            |
| Delfshaven   | 1959     | 300.000                      |            |
| Zilvermeeuw  | 1954     | 250.000                      |            |

### Huidige schepen
| Bouwjaar         | Naam             | Lengte in meters | Werf                      | Bemanning        | Loodsen          | Afbeelding       |
| Discovery-klasse | Discovery-klasse | Discovery-klasse | Discovery-klasse          | Discovery-klasse | Discovery-klasse | Discovery-klasse |
| ---------------- | ---------------- | ---------------- | ------------------------- | ---------------- | ---------------- | ---------------- |
| 1997             | Endeavour        | 21,17            | Engelaer Shipyard BV      | 3                | 12               |                  |
| 1998             | Enterprise       | 21,17            | Engelaer Shipyard BV      | 3                | 12               |                  |
| 1999             | Explorer         | 21,17            | Engelaer Shipyard BV      | 3                | 12               |                  |
| 1999             | Apollo           | 21,17            | Engelaer Shipyard BV      | 3                | 12               |                  |
| 1999             | Gemini           | 21,17            | Engelaer Shipyard BV      | 3                | 12               |                  |
| 2000             | Pioneer          | 21,17            | Engelaer Shipyard BV      | 3                | 12               |                  |
| SWATH-klasse     |                  |                  |                           |                  |                  |                  |
| 2005             | Cetus            | 25,65            | Abeking & Rasmussen       | 3                | 12               |                  |
| 2006             | Perseus          | 25,65            | Abeking & Rasmussen       | 3                | 12               |                  |
| Aquila-klasse    |                  |                  |                           |                  |                  |                  |
| 2010             | Aquila           | 22,90            | Kvichak Marine Industries | 3                | 12               |                  |
| 2010             | Draco            | 22,90            | Kvichak Marine Industries | 3                | 12               |                  |
| 2010             | Orion            | 22,90            | Kvichak Marine Industries | 3                | 12               |                  |
| P-klasse         |                  |                  |                           |                  |                  |                  |
| 2012             | Polaris          | 81,20            | Barkmeijer Shipyards      | 17               | 18               |                  |
| 2013             | Pollux           | 81,20            | Barkmeijer Shipyards      | 17               | 18               |                  |
| 2014             | Procyon          | 81,20            | Barkmeijer Shipyards      | 17               | 18               |                  |
| Hercules-klasse  |                  |                  |                           |                  |                  |                  |
| 2013             | Hercules         | 21,10            | No Limit Ships            | 3                | 8                |                  |
| 2013             | Hydra            | 21,10            | No Limit Ships            | 3                | 8                |                  |
| Lynx-klasse      |                  |                  |                           |                  |                  |                  |
| 2013             | Lynx             | 22,90            | Barkmeijer Shipyards      | 3                | 12               |                  |
| 2013             | Lyra             | 22,90            | Barkmeijer Shipyards      | 3                | 12               |                  |
| 2014             | Lacerta          | 22,90            | Barkmeijer Shipyards      | 3                | 12               |                  |
| 2015             | Libra            | 22,90            | Barkmeijer Shipyards      | 3                | 12               |                  |
| 2015             | Lesath           | 22,90            | Barkmeijer Shipyards      | 3                | 12               |                  |
| 2017             | Luna             | 22,90            | Barkmeijer Shipyards      | 3                | 12               |                  |
| 2018             | Lucida           | 22,90            | Barkmeijer Shipyards      | 3                | 12               |                  |
| M-klasse         |                  |                  |                           |                  |                  |                  |
| 2020             | Mira             | 22,77            | Next Generation Shipyards | 3                | 12               |                  |

### Toekomstige schepen
Op 27 september 2018 tekende het Loodswezen een contract met Next Genaration Shipyards voor de bouw van drie nieuwe tenders. De eerste is in 2020 opgeleverd .
| Geplande oplevering | Naam | Lengte in meters | Werf                      | Bemanning | Loodsen |
| ------------------- | ---- | ---------------- | ------------------------- | --------- | ------- |
| 2021                | MirB | 22,77            | Next Generation Shipyards | 3         | 12      |
| 2022                | MirC | 22,77            | Next Generation Shipyards | 3         | 12      |

Naast deze bedrijfsorganisatie bestaat er ook een beroepsorganisatie voor de registerloodsen: de Nederlandse Loodsencorporatie.